# Tadeusz Paprocki

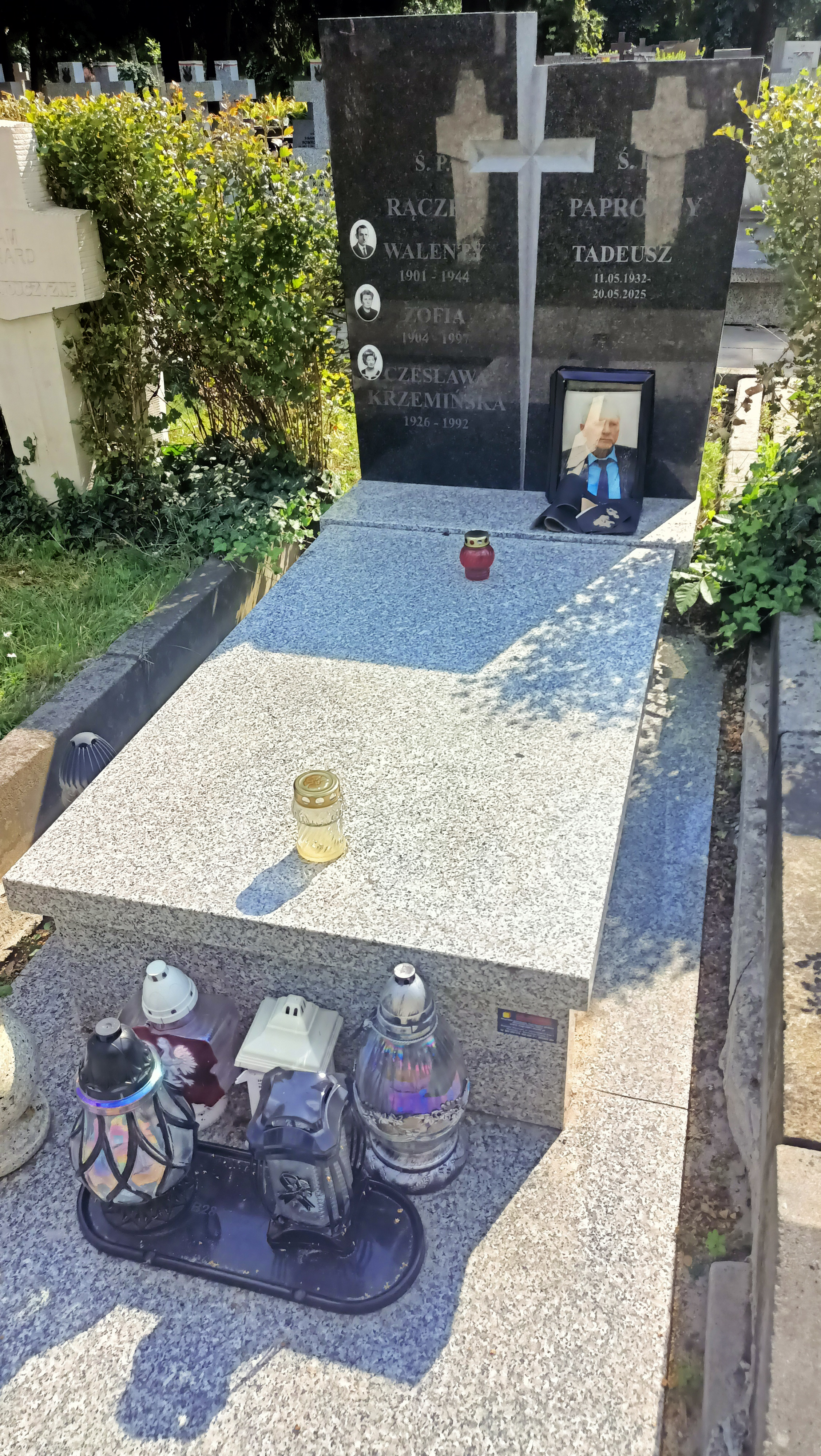
Grób Tadeusza Paprockiego na Cmentarzu Wojskowym na Powązkach

Tadeusz Paprocki (ur. 11 maja 1932, zm. 20 maja 2025) – polski lekkoatleta specjalizujący się w rzucie oszczepem.
Wicemistrz Polski z 1957 roku. Reprezentował barwy klubów bydgoskich: LZS-u (1952) i Gwardii (1953) oraz warszawskiego AZS-u (od 1954). Rekord życiowy: 74,19 (18.05.1957, Warszawa).
Po zakończeniu kariery trener – także kadry narodowej. Jednym z jego podopiecznych był Władysław Nikiciuk.
W 1970, w uznaniu zasług, został odznaczony złotą honorową odznaką Polskiego Związku Lekkiej Atletyki.
Pochowany na Cmentarzu Wojskowym na Powązkach w Warszawie (kwatera B28 WOJ.-7-7).